# Luther (Iowa)
Luther – miasto w Stanach Zjednoczonych, w stanie Iowa, w hrabstwie Boone. W 2000 roku liczyło 158 mieszkańców.